# Рыбоводный
Рыбоводный — посёлок в Среднеахтубинском районе Волгоградской области.
Входит в состав Кировского сельского поселения.

## География
Село находится у соединения Волго-Ахтубинского канала и р. Волга. С востока протекает ерик Гнилой. С севера - остров Зелёный
К поселку примыкают поселки Приканальный, хутор Старенький.

### Улицы
- ул. Набережная
- ул. Октябрьская
- ул. Приканальная
- ул. Центральная

## Население
| 2010 |
| ---- |
| 162  |